# Esselbach (Salwey)
Der Esselbach ist ein 10,4 km langer, rechter Nebenfluss der Salwey im nordrhein-westfälischen Hochsauerlandkreis, Deutschland. 

## Geographie
Gemäß der Gewässerstationierungskarte des Landes NRW  entspringt der Esselbach als Vossel etwa 2,2 km südlich von Cobbenrode an der Nordflanke des 562,5 m hohen Herscheid etwa 800 m südwestlich von Herschede auf einer Höhe von 499 m ü. NHN. Nach der Deutschen Grundkarte 1:5000 wird der Flusslauf unterhalb der Einmündung des 1,2 km langen Bremker Bach dann Esselbach genannt. Bis zur Einmündung hat die Vossel eine Länge von 1,9 km und ist der längere Quellbach.
Von seiner Quelle aus fließt der Esselbach überwiegend in nördliche Richtungen. Dabei passiert er die Ortschaften Cobbenrode, Isingheim, Bremscheid und Eslohe. Am nördlichen Ortsrand von Eslohe mündet der Esselbach auf 296 m ü. NHN rechtsseitig in die Salwey.
Auf seinem 10,4 km langen Weg überwindet der Bach einen Höhenunterschied von 203 m, was einem mittleren Sohlgefälle von 19,5 ‰ entspricht. Der Bach entwässert ein 26,633 km² großes Einzugsgebiet über Salwey, Wenne, Ruhr und Rhein zur Nordsee.
Der Bachlauf liegt meist im Landschaftsschutzgebiet Esselbach und Zuflüsse zwischen Eslohe und Bremscheid.

### Nebenflüsse
Die größten Nebenflüsse es Esselbachs sind der 5,5 km lange Hengsbecker Bach und der 5,2 km lange Kränzgenbach.
Im Folgenden werden die Nebenflüsse in der Reihenfolge von der Quelle zur Mündung genannt, die von der Bezirksregierung Köln (ehemaliges Landesvermessungsamt) geführt werden. Angegeben ist jeweils die orografische Lage der Mündung, die Länge, die Höhenlage der Mündung und die Gewässerkennzahl.
| Name               | Lage   | Länge in km | Mündungshöhe in m ü. NHN | GKZ       |
| ------------------ | ------ | ----------- | ------------------------ | --------- |
| Hermecker Siepen   | links  | 1,9         | 407                      | 276168412 |
| Bremker Bach       | rechts | 1,2         | 396                      | 276168414 |
| Henninghauser Bach | rechts | 2,9         | 352                      | 27616842  |
| Kränzgenbach       | rechts | 5,2         | 333                      | 27616844  |
| Lamecke            | links  | 1,1         | 323                      | 276168452 |
| Hengsbecker Bach   | rechts | 5,5         | 322                      | 27616846  |
| Lochtroper Siepen  | rechts | 1,0         | 317                      | 27616848  |
| Bermecke           | links  | 0,7         | 312                      | 276168492 |
| Sormecke           | rechts | 0,8         | 306                      | unbekannt |

## Infrastruktur
Im Tal des Esselbachs verläuft die Bundesstraße 55. Diese verlässt das Tal südlich von Cobbenrode Richtung Südwesten. Den im Oberlauf Vossel genannten Bach begleitet die Kreisstraße 73.